# Tournoi de tennis de Nottingham (dames 1972 RR)
Le tournoi de tennis de Nottingham est un tournoi de tennis professionnel. L'édition féminine 1972 se dispute du 5 au 10 juin 1972.

## Primes et points
| Tour               | Prime   | Points |
| ------------------ | ------- | ------ |
| 1er du round robin | 2 600 $ |        |
| 2e du round robin  | 1 820 $ |        |
| 3e du round robin  | 1 300 $ |        |
| 4e du round robin  | 780 $   |        |

## Résultats en simple

### Groupe I
| # | Vainqueur        | Adversaire       | Score          |
| 1 | Rosie Casals     | Virginia Wade    | 6-3, 7-66      |
| 2 | Evonne Goolagong | Rosie Casals     | 7-5, 6-3       |
| 3 | Billie Jean King | Virginia Wade    | 6-75, 6-3, 6-4 |
| 4 | Virginia Wade    | Evonne Goolagong | 6-73, 6-4, 7-5 |
| 5 | Billie Jean King | Rosie Casals     | 6-74, 6-4, 7-5 |
| 6 | Billie Jean King | Evonne Goolagong | Pluie          |

| # | N° | Joueuse          | Matchs gagnés-perdus | Sets gagnés-perdus |
| 1 |    | Billie Jean King | 2-0                  | 4-2                |
| 2 |    | Evonne Goolagong | 1-1                  | 3-2                |
| 3 |    | Rosie Casals     | 1-2                  | 3-4                |
| 4 |    | Virginia Wade    | 1-2                  | 3-5                |